# Józef Sas-Hoszowski
Józef Sas-Hoszowski (ur. 10 lutego 1889 w Dolinie k. Stanisławowa, zm. 30 maja 1955) – pułkownik dyplomowany piechoty Wojska Polskiego, kawaler Orderu Virtuti Militari.

## Życiorys
Urodził się 10 lutego 1889 w Dolinie k. Stanisławowa, w rodzinie Jana Kantego i Karoliny z Mielników. Ukończył seminarium nauczycielskie w Brzeżanach, gdzie złożył egzamin dojrzałości. Od 1909 należał do Związku Walki Czynnej, zaś od 1911 do 1914 działał w XXIV Drużynie Strzeleckiej w Stanisławowie i Samborze, pełniąc funkcję komendanta. Przed 1914 był nauczycielem ludowym. 
Po wybuchu I wojny światowej został żołnierzem Legionów Polskich. Służył w II batalionie 3 pułku piechoty w składzie II Brygady. W bitwie pod Mołotkowem 29 października 1914 został wzięty do niewoli i był internowany. Służył także w szeregach 2 pułku piechoty II Brygady do 15 kwietnia 1915 oraz 4 pułku piechoty w składzie III Brygady do września 1917. Odniósł rany w walkach pod Kirlibabą w 1915.
Po odzyskaniu przez Polskę niepodległości, jako były oficer legionów został przyjęty do Wojska Polskiego i zatwierdzony do stopnia kapitana. Został awansowany na stopień majora piechoty ze starszeństwem z dniem 1 czerwca 1919. Na początku 1920 został szefem Sekcji Jeńców w Oddziale IV Etapowym Naczelnego Dowództwa. W 1923 był oficerem 4 pułku piechoty Legionów z Kielc, przydzielonym do Sztabu Generalnego. W 1924 był dowódcą batalionu w 8 pułku piechoty Legionów w Lublinie, przydzielonym do Sztabu Generalnego. Ukończył IV Kurs Doszkolenia (od 3 listopada 1924 do 15 października 1925) w Wyższej Szkole Wojennej, uzyskując tytuł oficera dyplomowanego. Został awansowany na stopień podpułkownika piechoty ze starszeństwem z dniem 1 stycznia 1927. Pozostając żołnierzem 8 pułku piechoty Legionów w 1928 był pierwszym oficerem sztabu inspektora Armii Nr III Toruń, gen. dyw. Leonarda Skierskiego. Od 16 stycznia 1931 do 2 września 1937 pełnił stanowisko dowódcy 37 pułku piechoty Ziemi Łęczyckiej w Kutnie. 26 stycznia 1935 został awansowany na stopień pułkownika piechoty ze starszeństwem z dniem 1 stycznia 1935. Następnie przeszedł do służby w Obronie Narodowej, od września 1937 do lipca 1939 pełnił stanowisko dowódcy Morskiej Brygady Obrony Narodowej w Gdyni.
Po wybuchu II wojny światowej w okresie kampanii wrześniowej był dowódcą Warszawskiej Brygady Obrony Narodowej, a następnie wydzielonego z tej jednostki przedmościa „Zegrze”, którego zadaniem była obrona mostu na Narwi w trakcie obrony Modlina (załogę tej jednostki stanowił batalion ON „Warszawski II”). Po kapitulacji Warszawy trafił do niewoli niemieckiej. Przebywał głównie w Oflagu VI B Dössel. 1 kwietnia 1945 r. został uwolniony z niewoli.
Zmarł 30 maja 1955 i został pochowany na cmentarzu Witomińskim w Gdyni (sektor 61-72-8).

## Ordery i odznaczenia
- Krzyż Srebrny Orderu Wojskowego Virtuti Militari nr 6029[3] – 17 maja 1922[15][16]
- Krzyż Niepodległości –  24 października 1931[17]
- Krzyż Oficerski Orderu Odrodzenia Polski – 10 listopada 1928[18][19]
- Krzyż Walecznych czterokrotnie
- Złoty Krzyż Zasługi dwukrotnie: po raz pierwszy 11 listopada 1937[20][21]
- Odznaka Pamiątkowa Generalnego Inspektora Sił Zbrojnych